# Rheydt
Rheydt – dzielnica miasta Mönchengladbach w Niemczech, w kraju związkowym Nadrenia Północna-Westfalia, w rejencji Düsseldorf. Do 1918 oraz w latach 1933–1975 miejscowość była samodzielnym miastem. 
W roku włączenia do Mönchengladbach miejscowość liczyła 99 963 mieszkańców. 
W dzielnicy znajduje się zabytkowy pałac Rheydt, obecnie w stylu renesansowym, zbudowany na miejscu twierdzy wzmiankowanej w 1180. W Rheydt urodził się Joseph Goebbels.